# Obituary
Obituary é uma banda de death metal de Tampa, Florida. Eles iniciaram sua carreira  em 1984 com o nome Executioner, depois trocaram para Xecutioner, e finalmente para Obituary em 1988. É considerada uma banda bastante influente no cenário death metal mundial. Fazem parte do grupo das 5 bandas mais importantes do movimento death da Flórida, junto a Death, Morbid Angel, Cannibal Corpse e Deicide. Seu álbum de 1990, Cause of Death, é considerado um álbum seminal no gênero, e o cantor John Tardy é reconhecido como um dos primeiros vocalistas a utilizar vocais guturais graves (comparado aos vocais guturais agudos utilizados pelas bandas anteriores Death e Possessed).
A banda se dissolveu em 1997 e se reuniu novamente em 2003. Durante este hiato Donald Tardy tocou na banda de Andrew W.K., e usou uma camiseta da banda Obituary durante uma apresentação no programa de TV norte-americano Saturday Night Live.
Já Allen West, enquanto esteve fora da banda, se focou em dois projetos: as bandas Lowbrow e Six Feet Under. Trevor Peres formou a banda Catastrophic em 2001, que continua a existir em paralelo com sua banda principal.

## História
Obituary é um dos grupos pioneiros do death metal, fundado com o nome  Executioner em Seffner, Flórida em 1984. Eles logo retiraram o "E" do nome porque outra banda já usava esse nome, tornando-se Xecutioner. Na época a banda era composta por John Tardy (vocal), Allen West (guitarra), JP Chartier (guitarra), Jerome Grable (baixo) & Donald Tardy (bateria). A banda lançou demos em 1985, 1986, e 1987 – a demo de 1985 como Executioner e as outras duas como Xecutioner. Eles produziram seu vinil de estreia em 1987 com duas faixas ("Find The Arise" & "Like The Dead") na coletânea Raging Death. Não muito depois deste lançamento, Grable  foi substituído pelo baixista Daniel Tucker. Pouco antes do lançamento de seu álbum de estreia  no ano seguinte, Slowly We Rot, eles mudaram o nome para Obituary. A banda ainda permanece como um grupo influente do movimento de death metal da Flórida que surgiu no fim dos anos 1980.
Após o álbum Back from the Dead de 1997, o quinteto tinha cansado de fazer turnês, o que levou à separação. Durante o hiato,  Donald Tardy tocou com Andrew W.K. (durante a apresentação de W.K. no  Saturday Night Live, Tardy vestiu uma camisa do Obituary). Allen West focou em seus dois projetos, Lowbrow e Six Feet Under  enquanto não tocava o Obituary. Trevor Peres formou o Catastrophic em 2001, com o qual lançou The Cleansing no mesmo ano. O Obituary retornou à ativa em 2003 e o Catastrophic continuou a existir paralelamente. O álbum de  reunião, Frozen in Time, foi lançado em 2005. O primeiro DVD oficial da banda, Frozen Alive, veio em janeiro de 2007. Comentando a agenda de shows para o Yahoo!, Regis Tadeu publicou uma crítica positiva para a banda em 2012, dizendo que é uma das "pioneiras daquilo que a gente conhece hoje em dia como death metal" e sem "uma música ruim".

## Integrantes
Formação atual

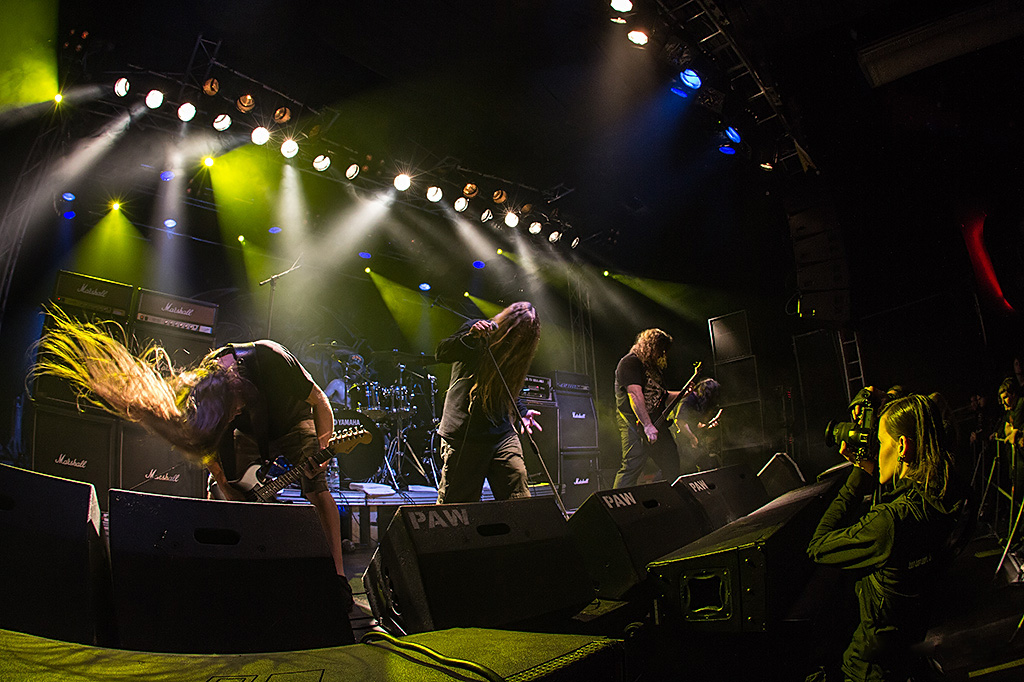
Obituary com sua atual formação tocando no Music Hall, Geiselwind, em dezembro de 2012

- John Tardy - Vocais  (1984-1997, 2003-hoje)
- Donald Tardy - Bateria (1984-1997, 2003-hoje)
- Trevor Peres - Guitarra rítmica (1984-86, 1987-97, 2003-hoje)
- Terry Butler - Baixo  (2010-hoje)
- Kenny Andrews - Guitarra solo (2012-hoje)

Ex-Membros
- Mark Vito – Guitarra (1984)
- Jerome Grable – Baixo   (1984–1988)
- Allen West - Guitarra solo (1984–85, 1986–89, 1992-97, 2003-06)
- Jerry Tidwell – Guitarra (1985)
- JP Chartier – Guitarra  (1986)
- Daniel Tucker - Baixo (1988-1989)
- James Murphy - Guitarra solo (1989-1990)
- Frank Watkins (In Memoriam) - Baixo (1989-1997, 2003-2010)
- Ralph Santolla - Guitarra solo (2007-2011)

Linha do tempo

## Discografia

### Álbuns de estúdio
| Título              | Detalhes                                                                       | Posições nas paradas | Posições nas paradas | Posições nas paradas | Posições nas paradas | Posições nas paradas | Posições nas paradas | Posições nas paradas | Posições nas paradas | Vendas         |
| Título              | Detalhes                                                                       | EUA                  | EUA Heat             | RU                   | ALE                  | SUI                  | HOL                  | BEL (FL)             | BEL (WA)             | Vendas         |
| ------------------- | ------------------------------------------------------------------------------ | -------------------- | -------------------- | -------------------- | -------------------- | -------------------- | -------------------- | -------------------- | -------------------- | -------------- |
| Slowly We Rot       | - Lançamento: 16 de maio de 1989 - Gravadora: Roadrunner Records               | —                    | —                    | —                    | —                    | —                    | —                    | —                    | —                    |                |
| Cause of Death      | - Lançamento: 19 de setembro de 1990 - Gravadora: Roadrunner Records           | —                    | —                    | —                    | —                    | —                    | —                    | —                    | —                    |                |
| The End Complete    | - Lançamento: 21 de abril de 1992 - Gravadora: Roadrunner Records              | —                    | 16                   | 52                   | 43                   | —                    | 74                   | —                    | —                    | - US: 103,378+ |
| World Demise        | - Lançamento: 6 de setembro de 1994 - Gravadora: Roadrunner Records            | —                    | 17                   | 65                   | 59                   | 39                   | 49                   | —                    | —                    |                |
| Back from the Dead  | - Lançamento: 22 de abril de 1997 - Gravadora: Roadrunner Records              | —                    | 25                   | —                    | —                    | —                    | 92                   | —                    | —                    |                |
| Frozen in Time      | - Lançamento: 12 de julho de 2005 - Gravadora: Roadrunner Records              | —                    | 44                   | —                    | 93                   | —                    | —                    | —                    | —                    | - EUA: 2,400+  |
| Xecutioner's Return | - Lançamento: 28 de agosto de 2007 - Gravadora: Candlelight Records            | —                    | 27                   | —                    | —                    | —                    | —                    | —                    | —                    | - EUA: 2,000+  |
| Darkest Day         | - Lançamento: 30 de junho de 2009 - Gravadora: Candlelight Records             | —                    | 32                   | —                    | —                    | —                    | —                    | —                    | —                    | - EUA: 1,200+  |
| Inked in Blood      | - Lançamento: 28 de outubro de 2014 - Gravadora: Gibtown Music/Relapse Records | 79                   | —                    | 174                  | 56                   | 65                   | 81                   | 121                  | 90                   | - EUA: 5,200+  |
| Obituary            | - Lançamento: 17 de março de 2017 - Gravadora: Relapse Records                 | 184                  | —                    | —                    | 24                   | 34                   | 67                   | 45                   | 83                   |                |
| Dying of Everything | - Lançamento: 13 de janeiro de 2023 - Gravadora: Relapse Records               | —                    | —                    | —                    | —                    | —                    | —                    | —                    | —                    |                |

Álbuns ao vivo
- Dead (1998)

EP
- Don't Care (1994)
- Left to Die (2008)

Coletâneas
- Anthology (2001)
- The Best of Obituary (2008)

DVDs
- Frozen Alive (2006)
- Live Xecution Party San 2008 (2010)